# Oxylaemus rariolosus
Oxylaemus rariolosus is een keversoort uit de familie knotshoutkevers (Bothrideridae). De wetenschappelijke naam van de soort werd in 1907 gepubliceerd door West.